# 厳重に監視された列車
『厳重に監視された列車』（げんじゅうにかんしされたれっしゃ、原題：Ostře sledované vlaky）は、1965年のボフミル・フラバルの中編小説、およびそれを原作とした1966年のチェコスロバキアの映画。以下、映画について解説する。
映画は、イジー・メンツェル監督の長編映画1作目の作品で、出演はヴァーツラフ・ネッカージ、イトカ・ベンドヴァー、ヨゼフ・ソムルなど、脚本はメンツェルとフラバルが共同で執筆した。第二次世界大戦中、ナチス・ドイツ保護領下にあったボヘミアののどかな田舎駅を舞台に、駅員の青年が童貞を捨てることや早漏を治すことに奮闘する青春コメディ映画で、チェコ・ヌーヴェルヴァーグ映画のひとつに数えられる。
封切りは1966年にチェコスロバキアでされた。日本では2001年に『運命を乗せた列車』の邦題でテレビ放映後、2005年に『厳重に監視された列車』と邦題をあらためて映画祭で上映され、2008年に劇場公開された。また、映画賞では1968年の第40回アカデミー賞で外国語映画賞や、1966年のマンハイム=ハイデルベルク国際映画祭で大賞を受賞した。

## あらすじ
第二次世界大戦中、ナチス・ドイツ保護領下にあったチェコスロバキアの小さな村コストムラティ。そこの田舎駅に青年ミロシュ・フルマ（ヴァーツラフ・ネッカージ）が操車係見習いとして着任する。駅にはハトの飼育に血道をあげる駅長のマックス（ウラジミール・ヴァレンタ）、ミロシュの先輩操車係で女癖の悪いフビチカ（ヨゼフ・ソムル）たちがいた。また、ミロシュの恋人マーシャ（イトカ・ベンドヴァー）が時折、駅を通過する列車の車掌としてやって来る。ミロシュとマーシャは駅に列車が停車しているわずかなあいだ、プラットホームで立ち話をする程度でプラトニックな交際を続けていた。
とある晩、いまだ童貞のミロシュがマーシャと一夜を共にしようとするが、ミロシュがことに失敗して別々のベッドで床に就く。自己嫌悪に陥ったミロシュは自殺をはかるも一命を取り留め、医師（イジー・メンツェル）から、「君の年頃で早漏は普通のこと。経験豊かな女性にセックスを教わればいい」とアドバイスを受ける。さらに悩むミロシュは、駅長の妻（リブシェ・ハベルコバー）にセックスを教えてほしいと請うが、あっさりとかわされて断られる。一方、夜勤中のフビチカは駅の女性電信係ズデニチカ（イトカ・ゼレノホルスカー）といちゃつきながら、ズデニチカの尻に駅の公印を押して遊んでいた。
また別の晩、若く美しいパルチザンのヴィクトリア・フライエ（ナジャ・ウルバーンコヴァー）が駅に現れる。ヴィクトリアは、夜勤中のミロシュとフビチカに、明日ここの駅を通過するナチスの列車にこれを仕掛けて欲しいと、ひとつの起爆装置を手渡す。そして、誰もいない駅長室でヴィクトリアが休もうとするところに、気を利かせたフビチカがその駅長室にミロシュを押し込める。
翌朝、ヴィクトリアにセックスがいかなるものかを教わったミロシュが、自信にあふれた面持ちで勤務に就く。そこへナチス幹部であるツェドニツェク参事官（ブラスティミル・ブロドスキー）が現れて、ズデニチカの尻に公印を押した疑いで、フビチカの査問会をこれから駅舎でひらくと言う。爆破すべきナチスの列車が刻一刻と駅に近づいてくるが、査問にかけられている当のフビチカは駅舎を離れられない。その成り行きからミロシュが起爆装置を持って線路に向かい、ナチスの列車に起爆装置を投げ込むことに成功する。しかしその直後、ミロシュは、列車に潜んでいたナチスの狙撃兵に撃たれ、列車の爆破に巻き込まれて命を落とす。

## 製作

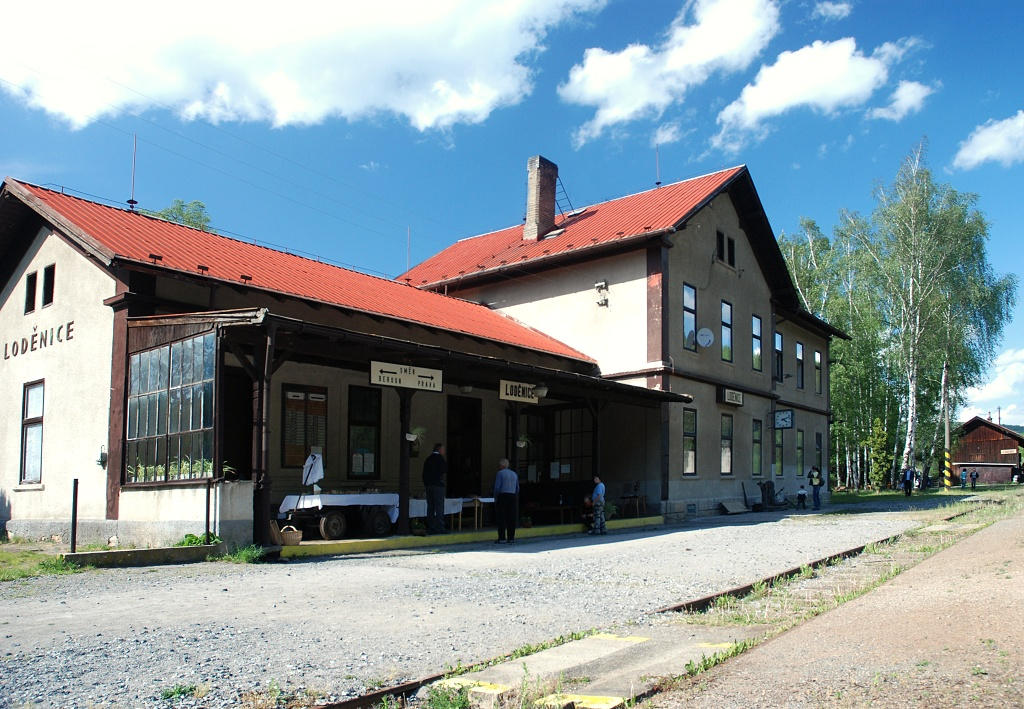
映画が撮影されたロジェニツェ駅舎

製作会社のバランドフ撮影所は、原作となるボフミル・フラバルの1965年の中編小説『厳重に監視された列車』をもとに、3人のベテラン映画監督に対して企画を持ちかけて断られ、その後、長編映画初監督となるイジー・メンツェルを監督に決めて映画製作を始めた。メンツェルはまず主役のミロシュ役にウラジミール・プホルトを選んだものの、そのときプホルトはイジー・クレイチィーク監督の映画"Svatba jako řemen"にかかっていたため出演できなかった。メンツェルは自身が主役を演じることも考えたが役柄の年齢が若く、それも断念して結局はメンツェルの妻の勧めによりヴァーツラフ・ネッカージを選んだ。撮影は、おもにプラハ中心部から南西約20キロメールにあるロジェニツェ駅の駅舎を使い、1966年2月から4月にかけてロケーション撮影を行った。

## 作品の評価
アメリカ合衆国の日刊紙ニューヨーク・タイムズの映画批評家ボズレイ・クロウザーは、「ヤン・カダールとエルマール・クロスの『大通りの店』や、ミロス・フォアマンの『ブロンドの恋』といった近年のチェコスロヴァキアの2本の映画同様、老練かつ、ほどよい感動がある作品」と評した。アメリカ合衆国の映画雑誌バラエティは、「28歳のイジー・メンツェルが衝撃的な監督デビューを果たした。役者を巧みに扱い、ウィットに富んだ描写のセンスもまた印象的である」と評した。
また、本作は国際的な映画賞において2つの賞を受賞した。ひとつは、1966年に新人監督の登竜門であるマンハイム=ハイデルベルク国際映画祭で受賞した大賞、それと1968年のアカデミー賞で受賞した外国語映画賞である。また、ノミネートのみに終わった映画賞は、英国アカデミー賞の作品賞とサウンドトラック賞、全米監督協会賞の長編映画監督賞、ゴールデングローブ賞の外国語映画賞がある。
歴代の映画作品のなかから傑作を選ぶといった映画選においては、アメリカ合衆国の雑誌タイムが「All-TIME 100 Movies（不朽の映画100選）」に本作を選んだほか、イギリスの映画雑誌エンパイアが「The 100 Best Films Of World Cinema（世界の名画100選）」の50位に本作を選んだ。